# Pieni-Nokkonen
Pieni-Nokkonen är en ö i Finland. Den ligger i sjön Kyyvesi och i kommunerna Kangasniemi och Sankt Michel och landskapet Södra Savolax, i den södra delen av landet, 230 km nordost om huvudstaden Helsingfors. Öns area är 3,2 hektar och dess största längd är 400 meter i sydöst-nordvästlig riktning.